# Garret FitzGerald
Garret FitzGerald (Dublino, 9 febbraio 1926 – Dublino, 19 maggio 2011) è stato un politico, economista e avvocato irlandese.
È stato capo del governo dal 30 giugno 1981 al 9 marzo 1982 e dal 14 dicembre 1982 al 10 marzo 1987. Il suo partito di appartenenza era il Fine Gael.

## Studi e attività professionali

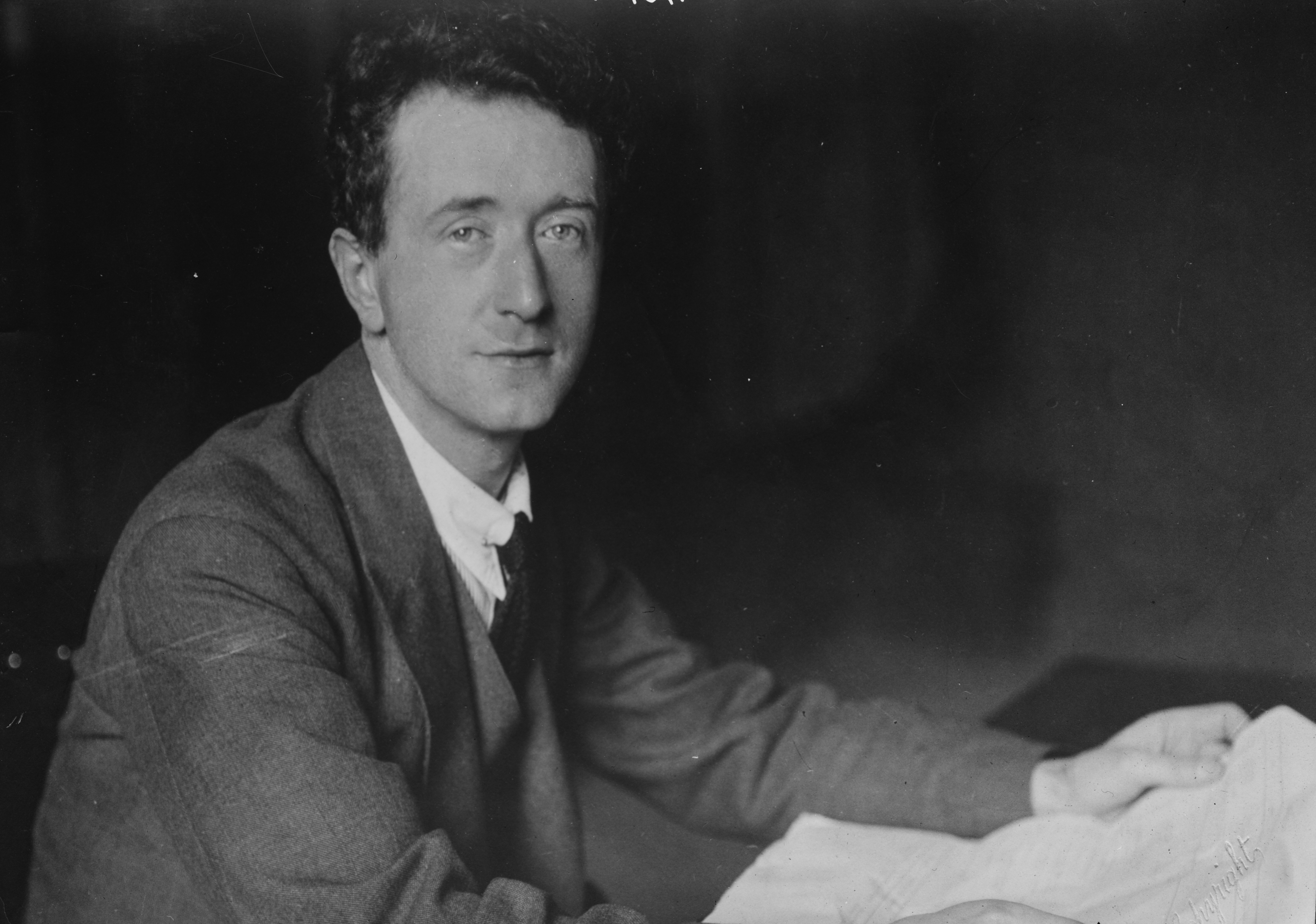
Desmond FitzGerald, padre di Garret FitzGerald

Garret FitzGerald proveniva da una famiglia politica ed era figlio dell'ex ministro appartenente a Sinn Féin e attivista di lunga data e deputato Desmond FitzGerald e di Mabel McConnell FitzGerald. Si è laureato in economia presso l'University College Dublin (UCD). Si è laureato nel 1946 con il grado accademico di Bachelor of Arts.
Dopo la laurea nel 1947 divenne membro della compagnia aerea Aer Lingus. È diventato un riconosciuto esperto di pianificazione strategica del trasporto aereo e ha anche scritto una serie di articoli del quotidiano The Irish Times. Era inoltre dal 1950 anche corrispondente dell'Irlanda per la BBC, il settimanale The Economist e il Financial Times.
Nel 1959 tornò all'UCD e divenne lì un professore di economia.
Dal 1997, FitzGerald divenne Cancelliere della più grande università d'Irlanda, l'Università Nazionale d'Irlanda, che comprende quattro università e cinque college. Il 22 settembre 2005 è stato anche eletto presidente dell'Istituto degli affari europei.

## Carriera politica

### Senatore e deputato
La carriera politica di FitzGerald è cominciata nel Seanad Éireann del Parlamento irlandese (Oireachtas) come rappresentante dell'economia e del commercio nel 1965 con la nomina di membro della Camera alta. Nel 1969 è stato eletto deputato della camera bassa (Dáil Éireann) e ha rappresentato la prima volta fino al 1992, gli interessi del partito democristiano-liberal-conservatore dominato Fine Gael nella circoscrizione di Dublino - Sud - Est.

### Ministro degli affari esteri (1973-1977)

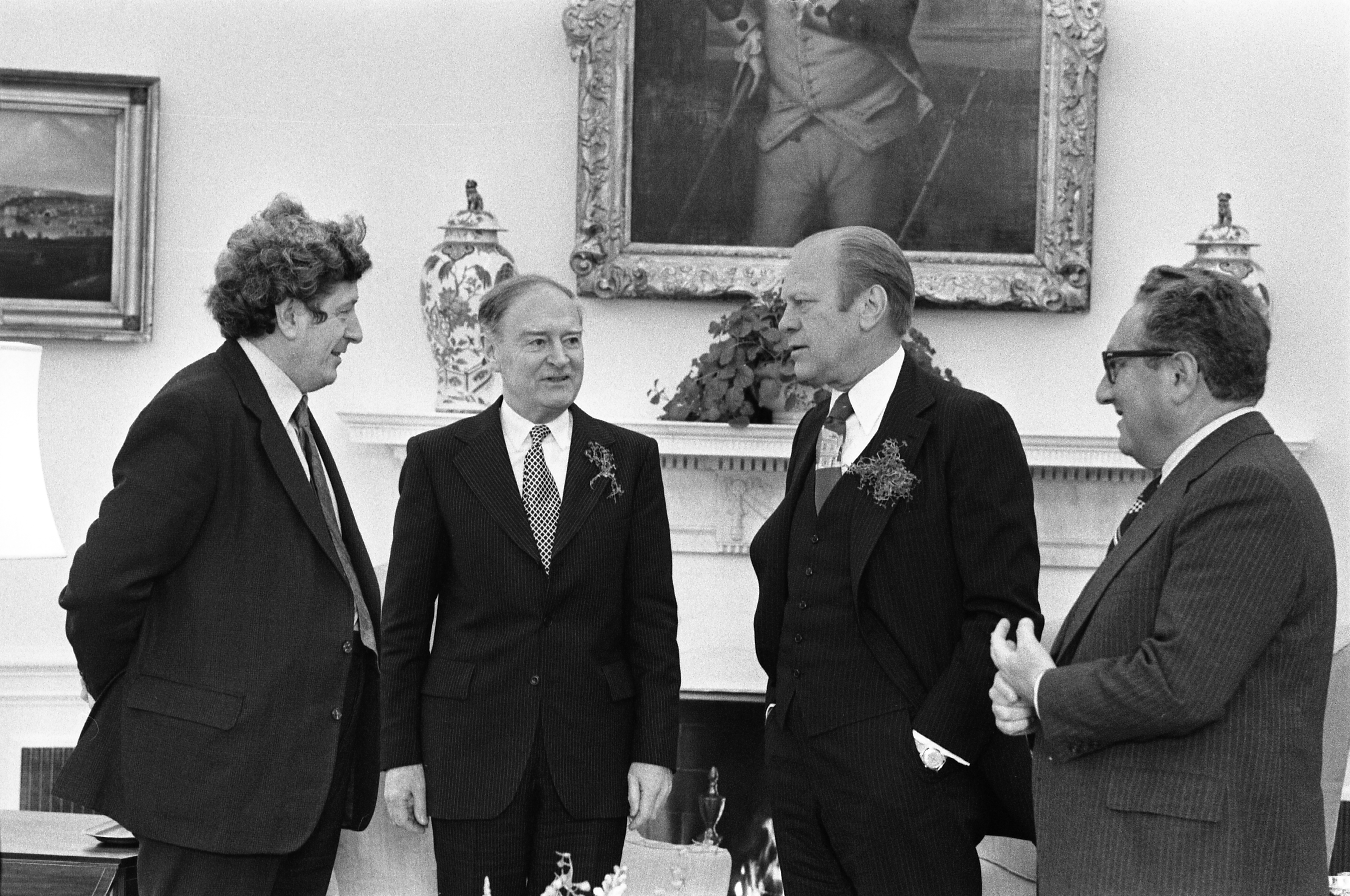
Garret FitzGerald (primo a sinistra) con il Taoiseach Liam Cosgrave, il presidente degli Stati Uniti Gerald Ford e il Segretario di Stato Henry Kissinger nell'Ufficio ovale nel Giorno di San Patrizio, 1976

Dopo la vittoria elettorale del Fine Gael, nel 1973 il Primo ministro Liam Cosgrave lo ha chiamato il 14 marzo 1973 a ricoprire l'incarico di Ministro degli Affari esteri dell'Irlanda. Durante il suo mandato, fino 5 luglio 1977, ha migliorato la reputazione della Comunità europea dove l'Irlanda aveva aderito ed è stato uno delle principali personalità della Convenzione di Lomé del 28 febbraio 1975 che ha disciplinato le relazioni con i paesi ACP. Al culmine del suo mandato come ministro degli esteri, è stato nella prima metà del 1975 il primo irlandese presidente del Consiglio dell'Unione europea. Durante questo periodo, è stato anche l'iniziatore di diverse decisioni per rafforzare i meccanismi delle Comunità europee.

### Leader dell'opposizione e primo ministro

#### Lotta al potere con Fianna Fáil 1981-1982
Dopo la sconfitta alle elezioni parlamentari del 1977 contro il partito di governo Fianna Fáil FitzGerald è succeduto con successo al Presidente del Fine Gael e leader dell'opposizione Liam Cosgrave. Nel corso dei successivi quattro anni, il partito è stato ampiamente e fondamentalmente rinnovato.
Nelle elezioni parlamentari del 1981, il Fine Gael è stato il vincitore, FitzGerald ha succeduto il suo amico del college Charles Haughey (Fianna Fáil) è stato il primo presidente del Consiglio il 30 giugno 1981 e tuttavia Haughey lo sostituì già il 9 marzo 1982, dopo un'altra elezione in cui FitzGerald non ottenne l'approvazione del suo bilancio e il presidente Patrick Hillery chiese lo scioglimento del Parlamento.

### Primo ministro (1982-1987)
Alla terza elezione parlamentare entro i 18 mesi alla fine del 1982 Fine Gael emerse di nuovo come il vincitore. Il 14 dicembre 1982, FitzGerald è diventato per la seconda volta il successore di Haughey come primo ministro, e, insieme con il Partito Laburista Irlandese, ha formato un governo di coalizione.
Aveva promesso di liberalizzare la legge irlandese, che era fortemente influenzata dalla morale cattolica. Tuttavia, nel 1985 il suo governo è riuscito a limitare leggermente il divieto di vendita di contraccettivi. Un tentativo di cambiare il divieto assoluto del divorzio nella Costituzione irlandese non è riuscito in un referendum, inoltre, il divieto già legalmente esistente in materia di aborto contro le sue preoccupazioni nel 1983 era ancorato anche da un referendum nella Costituzione, in modo che potesse essere revocato solo da un nuovo referendum.
Ha avuto più successo nel tentativo di risolvere il conflitto dell'Irlanda del Nord ed è rimasto in equilibrio con il governo britannico. Il 15 novembre 1985, ha firmato con il primo ministro britannico Margaret Thatcher, l'Accordo anglo-irlandese, che ha concesso alla Repubblica d'Irlanda una certa voce in capitolo nell'amministrazione dell'Irlanda del Nord, d'altra parte, ha riconosciuto lo status di Irlanda del Nord come parte del Regno Unito. Presso l'Università dell'Ulster, gli è stato conferito nel luglio 2003 per i suoi contributi alla riconciliazione e il lavoro della sua vita il titolo di dottore honoris causa in giurisprudenza.
Durante il suo mandato, l'Irlanda fu in mezzo a una grave crisi economica. Nelle elezioni parlamentari del marzo 1987, il Fine Gael subì una sconfitta. FitzGerald si è dimesso dalla carica di primo ministro ed è stato sostituito di nuovo da Charles Haughey. Inoltre ha rassegnato le dimissioni da Presidente del Fine Gael dopo dieci anni più ed è stato sostituito dall'ex ministro della Giustizia Alan Dukes.
Nel 1991 FitzGerald pubblicò la sua autobiografia.

## Vita privata
Garret FitzGerald, si è sposato nel 1947 con Joan O'Farrell (figlia nata a Liverpool da un ufficiale dell'esercito britannico, Richard O'Farrell) una compagna di studi. I loro figli sono John, Mary, Mark e Desmond.
Parla correntemente francese.

## Morte
Il 5 maggio 2011 è stato riferito che FitzGerald era gravemente ammalato in un ospedale di Dublino. Il Taoiseach, Enda Kenny ha inviato i suoi saluti e lo ha definito una "istituzione". Il 19 maggio è morto all'età di 85 anni presso il Mater Private Hospital di Dublino.
Il Presidente dell'Irlanda, Mary McAleese, lo descrisse come un uomo intriso della storia dello stato che si adoperò costantemente per rendere l'Irlanda un posto migliore per tutta la sua gente.
Il Taoiseach, Enda Kenny disse il Dr. FitzGerald era;
e che;
L'ex Taoiseach e Leader del Fine Gael, John Bruton disse che FitzGerald;
L'ex Segretario di Stato americano, Henry Kissinger ha descritto FitzGerald come un uomo intelligente e divertente che si è dedicato al suo paese.
La sua morte avvenne durante il terzo giorno della visita della Regina Elisabetta II in Irlanda, un evento progettato per segnare il completamento del processo di pace che FitzGerald iniziò con l'Accordo anglo-irlandese. In risposta alla sua morte, la regina disse di FitzGerald,
Il Primo ministro britannico, David Cameron, che era in Irlanda, ha detto di lui:
Durante la sua visita a Dublino, il presidente degli Stati Uniti, Barack Obama ha reso le sue condoglianze sulla morte dell'ex Taoiseach, descrivendo il dott. FitzGerald come;
È stato sepolto nel cimitero di Shanganagh.
Il politico britannico Roy Jenkins ha ricordato che FitzGerald parlava fluentemente il francese all'apertura del Parlamento europeo.
Il Terminal 2 dell'aeroporto di Dublino è stato ribattezzato Garret FitzGerald Terminal dall'ex Taoiseach alla luce della sua carriera iniziale e dell'interesse permanente per l'aviazione.
Nel febbraio 2012, lo Young Fine Gael ha annunciato che la sua Summer School annuale sarebbe stata ribattezzata Garret FitzGerald YFG Summer School.

## Pubblicazioni
- Garret FitzGerald: Factors influencing air transport rates and fares. In: Journal of The Statistical and Social Inquiry Society of Ireland. Vol. XXVIII, Part V, 1951/1952, ISSN 0081-4776 (WC · ACNP)
- Garret FitzGerald: Towards a New Ireland. 1972, ISBN 0853141614
- Garret FitzGerald: All in a Life: Garret FitzGerald, an autobiography. 1991, ISBN 0333470346
- Garret FitzGerald: When Ireland besame divided. 1999,
- Garret FitzGerald: Reflections on the Irish State: Ireland since Independence. 2003, ISBN 0716527758
- Garret FitzGerald und Paul Gillespie: Ireland‘s British Question. Artikel im Prospect-Magazine. ottobre 2006